# LGBT+ en Palestine
Les minorités sexuelles et de genre palestiniens comprennent les personnes lesbiennes, gays, bisexuelles et transgenres (LGBTI) des territoires palestiniens. Elles sont reconnues de manière différentes selon qu'elles sont en Cisjordanie ou dans la bande de Gaza.

## Histoire
Sous le mandat britannique en Palestine (1920-1948), une ordonnance du Code criminel no 74 de 1936, section 152(2) criminalise l'homosexualité de 10 ans de prison. Les Britanniques ont aussi conduit des enquêtes pour tenter de mesurer ce qu'ils concevaient comme les vices ou déviances sexuelles des Palestiniens et Palestiniennes, incluant dans leurs objets de recherche la sodomie, la « pédérastie » et le lesbianisme.
À la fin du mandat britannique, la Cisjordanie a abandonné progressivement les lois qui étaient alors en vigueur, cette section et toute référence à une interdiction de l'homosexualité ont disparu. Néanmoins, l'Autorité palestinienne n'a jamais légiféré précisément sur ce sujet. La bande de Gaza a connu la même interdiction que la Cisjordanie, étant également partie de la Palestine mandataire. Néanmoins, après le retrait britannique, la section 152(2) du Code criminel no 74 de 1936 est toujours resté en application, faisant que les homosexuels de ce territoire peuvent toujours être poursuivis pour homosexualité. À partir de la suppression du délit de sodomie en Israël, en 1988, une forte attention se développe en Occident quant aux droits LGBT en Palestine ; cette intention positionne les associations israéliennes comme expertes des minorités sexuelles en Palestine, jusqu'à la création d'associations spécifiquement palestiniennes au début du XXIe siècle.
Le mouvement LGBTQ se structure à partir du XXIe siècle : en 2002, des palestiniennes LBTQI fondent le collectif Aswat ; en 2007, à la suite d'une scission dans l'association LGBTQ israélienne Al-bayt al-maftūḥ fīl-quds située à Jérusalem, des militants palestiniens fondent leur propre organisation, alQaws, en 2007. Cette scission vient du refus des fondateurs et fondatrices d'alQaws de s'intégrer dans le consensus du militantisme LGBT israélien, qui se réclame apolitique, c'est-à-dire ne prend pas position sur le conflit israélo-palestinien, tout en faisant du lobbyisme pour les droits LGBT en Israël.
Le mouvement queer palestinien se situe à la croisée de trois luttes : contre le patriarcat palestinien, et notamment ses normes et tabous sexuels ; contre l’hégémonisme culturel du mouvement LGBT occidental ; contre la colonisation de la Palestine et la complicité des organisations LGBT israéliennes dans ce projet.
En 2009, lors de la guerre de Gaza, les associations queer palestiniennes participent à des manifestations de soutien du peuple gazaoui et organisent leurs propres évènements.
Le mouvement se développe essentiellement grâce à Internet, les restrictions imposées à leur liberté de mouvement par Israël, telles que le blocus de la bande Gaza, rendant impossible des rencontres en présentiel avec une portée régionale, celles-ci se limitant ainsi aux populations des villes où se trouvent les associations, en particulier Haïfa et Jérusalem.
alQaws publie un glossaire de vocabulaire LGBTQ en 2010, qui s'appuie sur le travail d'autres arabophones libanais et de la diaspora aux États-Unis, mais introduit aussi de nouveaux termes, tels que des traductions de « queer » et de « pinkwashing ».

## Conditions de vie

### Situation légale
En Palestine, il n'existe aucune reconnaissance légale de l'homosexualité, le partenariat domestique ou union civile n'existent pas.

### Violences
En 2016, Mahmoud Ishtiwi, un commandant du Hamas homosexuel, a été torturé et condamné à mort par son organisation pour des faits de corruption, et bien que les accusations d’homosexualité ne soient pas le fondement principal de leur condamnation, les accusations de « débauche morale » ont joué dans cette exécution exceptionnelle,.
En octobre 2022, un homosexuel palestinien est retrouvé décapité en Cisjordanie. Pour l'organisation LGBT arabo-israélienne Al-Bait al-Mokhtalef, c'est en raison de son orientation sexuelle, ce que conteste la police palestinienne selon laquelle il s'agirait d'une affaire liée à la drogue.

### Linguistique
L'accès à des ressources écrites concernant l'homosexualité, en particulier l'homosexualité féminine, est réservée aux Palestiniens qui lisent une langue occidentale, en raison de la très faible présence de références écrites en arabe. Pour les Palestiniens vivant en Israël, l'expression privilégiée, en particulier concernant les sujets LGBTQ, est l'hébreu plutôt que l'arabe.

## Militantisme

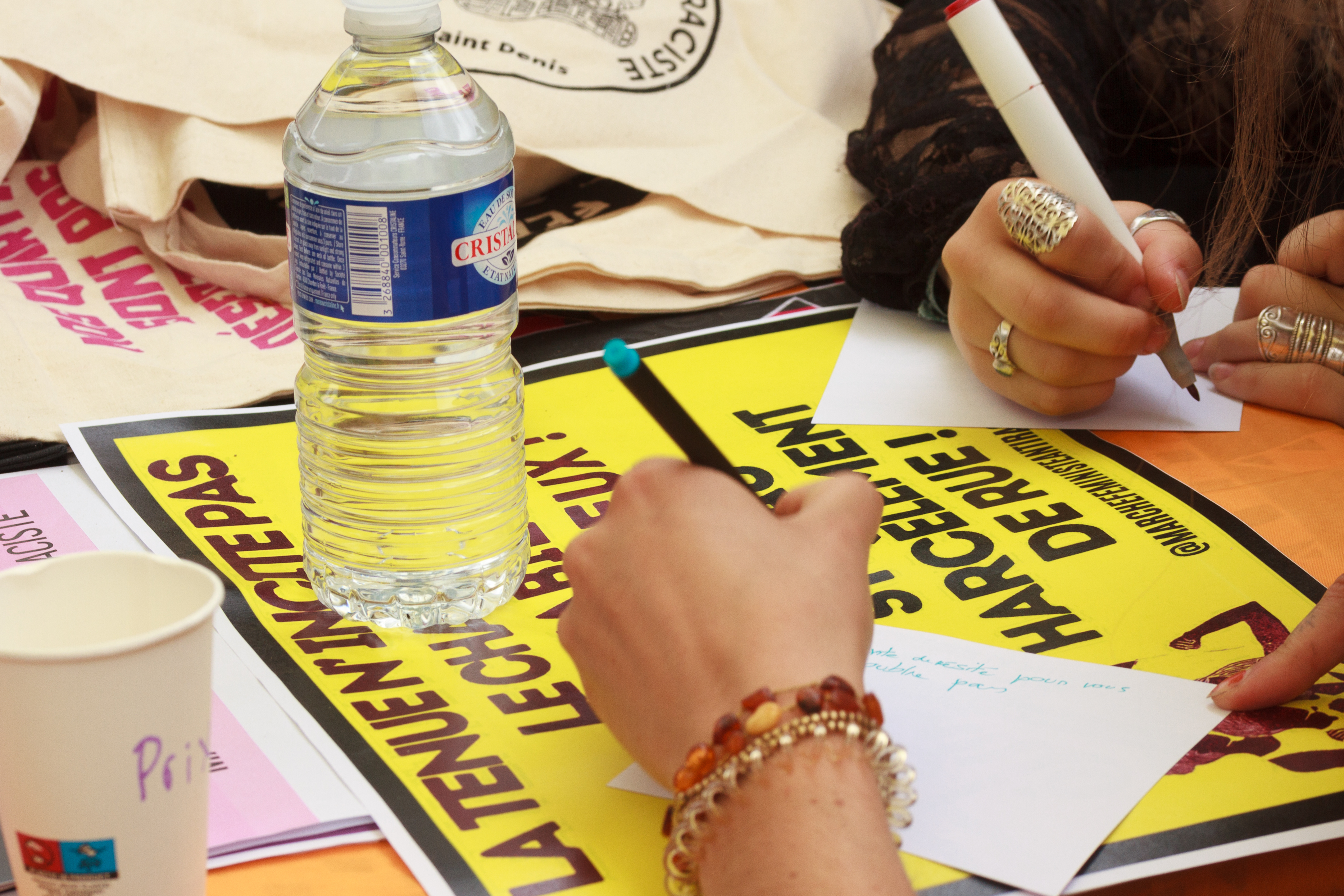
Atelier d'écriture de cartes postales à destination des minorités sexuelles et de genre palestiennes afin de les soutenir pendant le « génocide » à Gaza co-organisé par Aswat et Hanane Ameqrane lors de la pride des banlieues, en 2025.

Les associations, telles qu'Aswat (es) fondée par Rauda Morcos, considèrent ainsi que l'expression en langue arabe constitue l'une de leurs priorités. Il s'agit notamment d'une stratégie permettant de réunir à la fois le militantisme LGBTQ et le soutien au nationalisme palestinien, puisque les militants LGBTQ se considèrent comme participants du mouvement de résistance palestinienne. Ce faisant, elles luttent contre l'idée que les minorités sexuelles seraient plus occidentalisées, ou moins nationalistes, que les autres Palestiniens. Amal Amireh fait valoir que l'idée que les diversités sexuelles et de genre seraient une importation ou une perversion de la société palestinienne par les Britanniques est une forme de déformation orientaliste au sens d'Edward Saïd.
Cette intersection entre luttes queer et anticoloniale, notamment par l'adhésion d'alQaws à la campagne BDS, fait que le mouvement queer palestinien ne reçoit que très peu de financements des organisations LGBT internationales.
Selon l'Israélienne Mikki Stelder, les luttes palestiniennes de libération queer sont intrinsèquement liées à l'anticolonialisme palestinien, en articulant notamment une critique du pinkwashing israélien. L'inclusion dans le nationalisme palestinien n'empêche pas les organisations LGBT d'être critiques de celui-ci, en dénonçant aussi bien le pinkwashing palestinien que l'israélien ; en particulier, à l'instar des organisations féministes palestiniennes, le mouvement queer réfute l'idée qu'il faille commencer par la libération de la Palestine, pour ensuite effectuer une réforme sociale : au contraire, les organisations queer et féministes considèrent que les deux vont de pair.

## Culture

### Musique

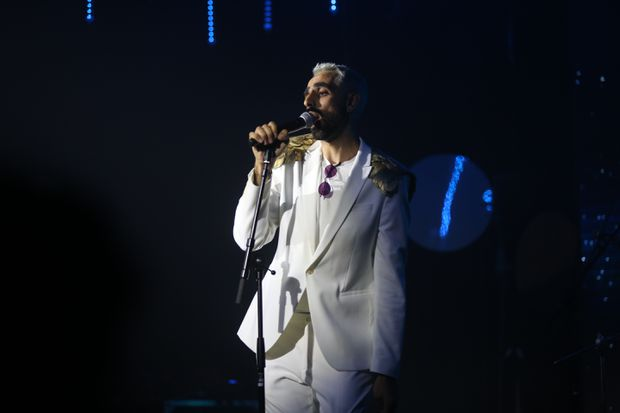
Bashar Murad à la Palestine Music Expo de 2019 à Ramallah.

En 2017, alQaws lance un mouvement de création de musique par les palestiniens LGBTQ relatant leur expérience, une manière de faire sortie les minorités sexuelles et de genre de l'activisme et du milieu universitaire pour leur permettre d'exister dans la culture populaire.
Le chanteur palestinien gay Bashar Murad prend part avec des artistes manifestant contre le concours Eurovision de la chanson 2019, organisé à Tel-Aviv, à l'évènement alternatif GlobalVision, diffusé en ligne en même temps que la finale de l'Eurovision 2019. Le single Klefi / Samed (صامد), en collaboration avec le groupe islandais Hatari, qui a brandi un drapeau palestinien lors de l'annonce de ses points à l'Eurovision, est mis en ligne moins d'une semaine après la finale du concours Eurovision.
Le 17 juin 2022, juste avant son concert prévu dans un centre culturel de Ramallah, un groupe d'hommes mené par le fils d'un prédicateur proche du Hamas fait irruption, exigeant l'annulation du spectacle et attaquant la foule.

### Cinéma
En 2015, l'organisation féministe queer (de) Aswat inaugure son festival de cinéma Kooz.
Selon Colleen Jankovic dans sa thèse doctorale, la majeure partie de la production cinématographique sur les diversités sexuelles et de genre palestiniennes ne peut être faite que par des organisations israéliennes ou internationales, ce qui conduit dans plusieurs cas à une récupération des existences queer palestiniennes par des points de vue sionistes.
Exemples de films autour des thèmes queer palestiniens :
- Drifting (1983) : premier film israélien à traiter des questions LGBT. Le héros du film réunit deux hommes palestiniens à la recherche de l'amour[16].
- Chic Point (2003) de Sharif Waked (he): court-métrage portant sur la mode dans les points de contrôle[17].
- The Bubble (2006) : deux hommes, un Israélien et un Palestinien, tombent amoureux. Ce film a été critiqué pour avoir représenté l'identité queer palestinienne dans un paradigme sioniste par certains aspects[18],[17].
- The Roof (2006) : Kamal Aljafari explore et queerise (en) les notions de temps[19].
- Masturbate bil beit (2011) : un jeune homme se masturbe devant une photo de Mahmoud Ahmadinejad[20].
- مُبارك مُبارك النسيان (Blessed Blessed Oblivion, 2011) : Jumana Manna explore l'homosocialité des salles de sport fréquentées par les hommes palestiniens, et ses dimensions érotiques sous-jacentes[21].
- Alata (2012) : une histoire d'amour gay entre un avocat israélien et un étudiant palestinien en psychologie.

### Littérature
Adil E. A., un guide touristique palestinien, fut l'amant de Jacob Israël de Haan et plusieurs des Quatrains de ce dernier lui sont consacrés.
Karim Kattan publie en 2021 Le Palais des deux collines, formé des lettres de Faysal, retourné en Palestine, adressées à son amant resté en Europe, et en  2023 L’Eden à l’aube,,.

### Danse
Les spectacles de hip-hop à Haïfa sont dans une certaine mesure des espaces queer où les Palestiniens se retrouvent dans un esprit de sous-culture et de liberté.

### Religion
Les queer palestiniens ont des rapports compliqués aux religions, avec une difficulté à inclure les identités religieuses dans le militantisme et en même temps une aspiration spirituelle ressentie par certaines personnes.

### Internet
Plusieurs témoignages ont été postés sur Queering the Map.

## Liens avec d'autres pays du Moyen-Orient

### Asile en Israël
En janvier 2010, un Palestinien a demandé le droit d'asile en Israël à la suite des persécutions qu'il subissait. Alors qu'il était en situation irrégulière sur le territoire israélien et devait être reconduit en Palestine, la Cour suprême d'Israël a ordonné le droit d'asile pour cette personne du fait que « sa vie risque d'être en danger en Palestine du fait de son homosexualité ».
En 2002, au milieu de la seconde intifada, le journaliste israélien Yossi Halevi publie une enquête sur les Palestiniens homosexuels qui cherchent refuge en Israël ; cette enquête, qui a marqué l'opinion internationale, repose notamment sur le travail de Shaul Ganon à l'Aguda (en). Pour le professeur en anthropologie à l'université de Floride Jason Ritchie, le but poursuivi par Halevi n'est pas d'aider les Palestiniens, mais de les peindre comme homophobes par nature, et que cette homophobie justifierait de ne pas leur accorder l'autodétermination démocratique.
Cette représentation est très présente en Israël, et illustrée notamment par le film Lizzy the Lezzy does Gay Israel, un court-métrage présenté à l'ouverture du festival international du film LGBT de Tel Aviv (en) : dans ce film, la barrière entre la bande de Gaza et Israël devient un mur arc-en-ciel destiné à contenir les homophobes pendant que les Palestiniens queer peuvent en sortir par une porte secrète et vivre librement en Israël.

### Influence régionale
Le mouvement LGBTQ palestinien est fortement intégré avec d'autres de la région : d'une part, il développe de nombreux liens avec son équivalent libanais ; de l'autre, il sert d'inspiration, conjointement avec ce qui se passe au Liban, aux militants LGBTQ d'Égypte, d'Irak ou de Jordanie.